# Olympische Sommerspiele 1980/Kanu – Einer-Kajak 1000 m (Männer)
Die Wettkämpfe im Einer-Kajak über 1000 Meter bei den Olympischen Sommerspielen 1980 wurden vom  31. Juli bis 2. August auf dem Ruderkanal Krylatskoje ausgetragen.
Es wurden drei Vorläufe, zwei Hoffnungsläufe, drei Halbfinals und ein Finale ausgetragen.
Olympiasieger wurde Rüdiger Helm aus der DDR.

## Ergebnisse

### Vorläufe
Die jeweils ersten drei Athleten qualifizierten sich für das Halbfinale. Der Rest für den Hoffnungslauf. 

#### Vorlauf 1
| Rang | Athlet              | Nation      | Zeit        |
| ---- | ------------------- | ----------- | ----------- |
| 1    | Rüdiger Helm        | DDR         | 3:45,20 min |
| 2    | Oreste Perri        | Italien     | 3:46,18 min |
| 3    | István Joós         | Ungarn      | 3:47,26 min |
| 4    | Guillermo del Riego | Spanien     | 3:49,41 min |
| 5    | Ian Pringle         | Irland      | 3:53,01 min |
| 6    | Ian Ferguson        | Neuseeland  | 3:59,07 min |
| 7    | Jan Baaijens        | Niederlande | 4:15,85 min |

#### Vorlauf 2
| Rang | Athlet             | Nation      | Zeit        |
| ---- | ------------------ | ----------- | ----------- |
| 1    | Alain Lebas        | Frankreich  | 3:44,78 min |
| 2    | Ion Bîrlădeanu     | Rumänien    | 3:46,76 min |
| 3    | John Sumegi        | Australien  | 3:47,60 min |
| 4    | Rasmutis Višinskis | Sowjetunion | 3:48,57 min |
| 5    | Theo Classens      | Belgien     | 3:51,56 min |
| 6    | Jorge Colome       | Kuba        | 3:55,26 min |
| 7    | Hannu Kojo         | Finnland    | 4:10,66 min |

#### Vorlauf 3
| Rang | Athlet           | Nation           | Zeit        |
| ---- | ---------------- | ---------------- | ----------- |
| 1    | Milan Janić      | Jugoslawien      | 3:47,77 min |
| 2    | Anders Andersson | Schweden         | 3:48,16 min |
| 3    | Felix Masár      | Tschechoslowakei | 3:48,49 min |
| 4    | Waldemar Merk    | Polen            | 3:48,82 min |
| 5    | Helmut Lehmann   | Schweiz          | 3:53,35 min |
| 6    | Douglas Parnham  | Großbritannien   | 3:54,58 min |
| —    | Iwan Manew       | Bulgarien        | DNS         |

### Hoffnungsläufe
Die ersten drei Boote der Hoffnungsläufe erreichten die Halbfinals.

#### Hoffnungslauf 1
| Rang | Athleten            | Nation         | Zeit        |
| ---- | ------------------- | -------------- | ----------- |
| 1    | Guillermo del Riego | Spanien        | 3:51,04 min |
| 2    | Helmut Lehmann      | Schweiz        | 3:52,10 min |
| 3    | Ian Ferguson        | Neuseeland     | 3:54,46 min |
| 4    | Theo Classens       | Belgien        | 3:57,61 min |
| 5    | Hannu Kojo          | Finnland       | 3:58,98 min |
| 6    | Douglas Parnham     | Großbritannien | 4:06,96 min |

#### Hoffnungslauf 2
| Rang | Athleten           | Nation      | Zeit        |
| ---- | ------------------ | ----------- | ----------- |
| 1    | Rasmutis Višinskis | Sowjetunion | 3:50,29 min |
| 2    | Jan Baaijens       | Niederlande | 3:52,13 min |
| 3    | Waldemar Merk      | Polen       | 3:52,57 min |
| 4    | Jorge Colome       | Kuba        | 3:53,19 min |
| 5    | Ian Pringle        | Irland      | 3:53,96 min |

### Halbfinalläufe
Die ersten drei Boote der Halbfinals erreichten das Finale.

#### Halbfinale 1
| Rang | Athleten            | Nation           | Zeit        |
| ---- | ------------------- | ---------------- | ----------- |
| 1    | Rüdiger Helm        | DDR              | 3:52,04 min |
| 2    | Felix Masár         | Tschechoslowakei | 3:53,13 min |
| 3    | Ion Bîrlădeanu      | Rumänien         | 3:55,65 min |
| 4    | Guillermo del Riego | Spanien          | 3:57,47 min |
| 5    | Waldemar Merk       | Polen            | 3:58,35 min |

#### Halbfinale 2
| Rang | Athleten           | Nation      | Zeit        |
| ---- | ------------------ | ----------- | ----------- |
| 1    | Anders Andersson   | Schweden    | 3:52,80 min |
| 2    | Alain Lebas        | Frankreich  | 3:53,05 min |
| 3    | Ian Ferguson       | Neuseeland  | 3:54,05 min |
| 4    | Rasmutis Višinskis | Sowjetunion | 3:54,52 min |
| 5    | István Joós        | Ungarn      | 4:01,67 min |

#### Halbfinale 3
| Rang | Athleten       | Nation      | Zeit        |
| ---- | -------------- | ----------- | ----------- |
| 1    | Milan Janić    | Jugoslawien | 3:53,34 min |
| 2    | John Sumegi    | Australien  | 3:54,28 min |
| 3    | Oreste Perri   | Italien     | 3:54,67 min |
| 4    | Helmut Lehmann | Schweiz     | 3:56,97 min |
| 5    | Jan Baaijens   | Niederlande | 4:01,35 min |

### Finale
| Rang | Athlet           | Nation           | Zeit        |
| ---- | ---------------- | ---------------- | ----------- |
| 1    | Rüdiger Helm     | DDR              | 3:48,77 min |
| 2    | Alain Lebas      | Frankreich       | 3:50,20 min |
| 3    | Ion Bîrlădeanu   | Rumänien         | 3:50,49 min |
| 4    | John Sumegi      | Australien       | 3:50,63 min |
| 5    | Oreste Perri     | Italien          | 3:51,95 min |
| 6    | Felix Masár      | Tschechoslowakei | 3:52,10 min |
| 7    | Milan Janić      | Jugoslawien      | 3:53,50 min |
| 8    | Ian Ferguson     | Neuseeland       | 3:53,78 min |
| 9    | Anders Andersson | Schweden         | 3:54,54 min |

## Weblink
- Ergebnisse